# Фолкнер, Джамирра
Джамирра Фолкнер (англ. Jamierra Faulkner; родилась 9 марта 1992 года в Уэст-Палм-Бич, штат Флорида, США) — американская профессиональная баскетболистка, выступающая в женской национальной баскетбольной ассоциации за команду «Чикаго Скай» и российский клуб «УГМК Екатеринбург». Она была выбрана на драфте ВНБА 2014 года в третьем раунде под общим 34-м номером. Играет на позиции разыгрывающего защитника.

## Достижения
В течение своей спортивной карьеры успела завоевать следующие титулы:
- 2019 — обладатель Суперкубка Европы
- 2019 — серебряный призер Кубка России
- 2018 — обладатель Суперкубка Европы;
- 2018 — чемпион России;
- 2016 — чемпион Израиля;
- 2015 — вице-чемпион Венгрии;
- 2014 — вице-чемпион WNBA;
- 2014 — чемпион Восточной конференции WNBA.